# Cappelle-Brouck
 Cappelle-Brouck  (en neerlandés Kapellebroek) es una población y comuna francesa, en la región de Norte-Paso de Calais, departamento de Norte, en el distrito de Dunkerque y cantón de Bourbourg.

## Demografía
| 1009 | 939 | 977 | 953 | 1047 | 1086 |
| Para los censos de 1962 a 1999 la población legal corresponde a la población sin duplicidades (Fuente: INSEE [Consultar]) |     |     |     |      |      |